# 洛尔卡足球俱乐部
洛尔卡足球俱乐部（西班牙語：Lorca Fútbol Club），是西班牙洛尔卡市的一个足球俱乐部，成立于2003年。2015年11月，中国足坛著名教练徐根宝正式收购该队。2016-17赛季结束后，球队通过升级附加赛成功升入西乙联赛，但是一赛季後便从西乙联赛降級。
2018年夏天，由於未能找到新的投資者，洛尔卡俱乐部宣布放弃参加西班牙足球乙二级联赛，随後徐根宝正式出售俱乐部。8月5日，球队官方宣布徐根宝不再拥有球队，罗贝托-托雷斯将成为继任者。
2022年2月4日，俱乐部主席宣布退出比赛，随後球队破产解散。